# Siboga-Expedition

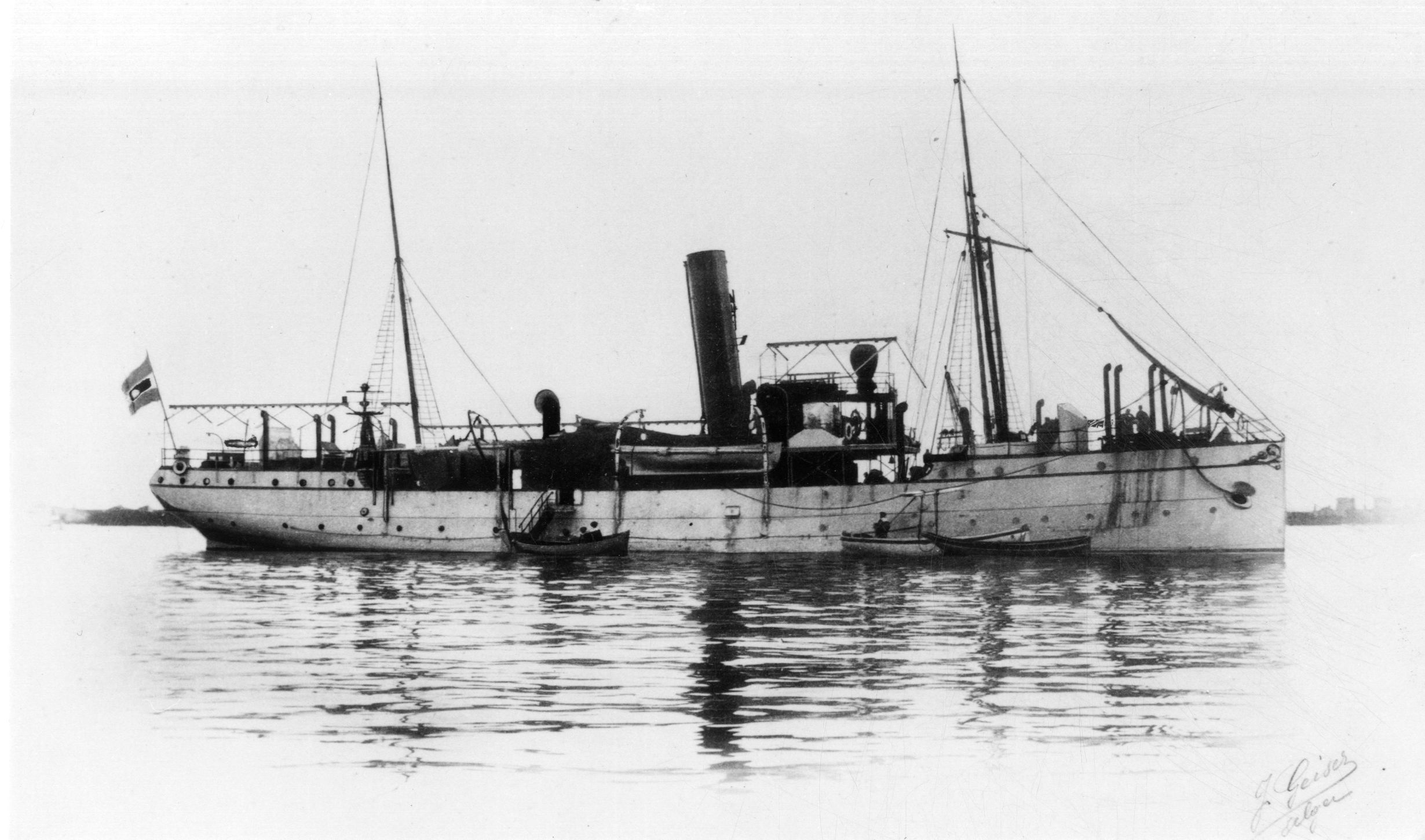
Als Expeditionsschiff umgerüstetes Kanonenboot Siboga

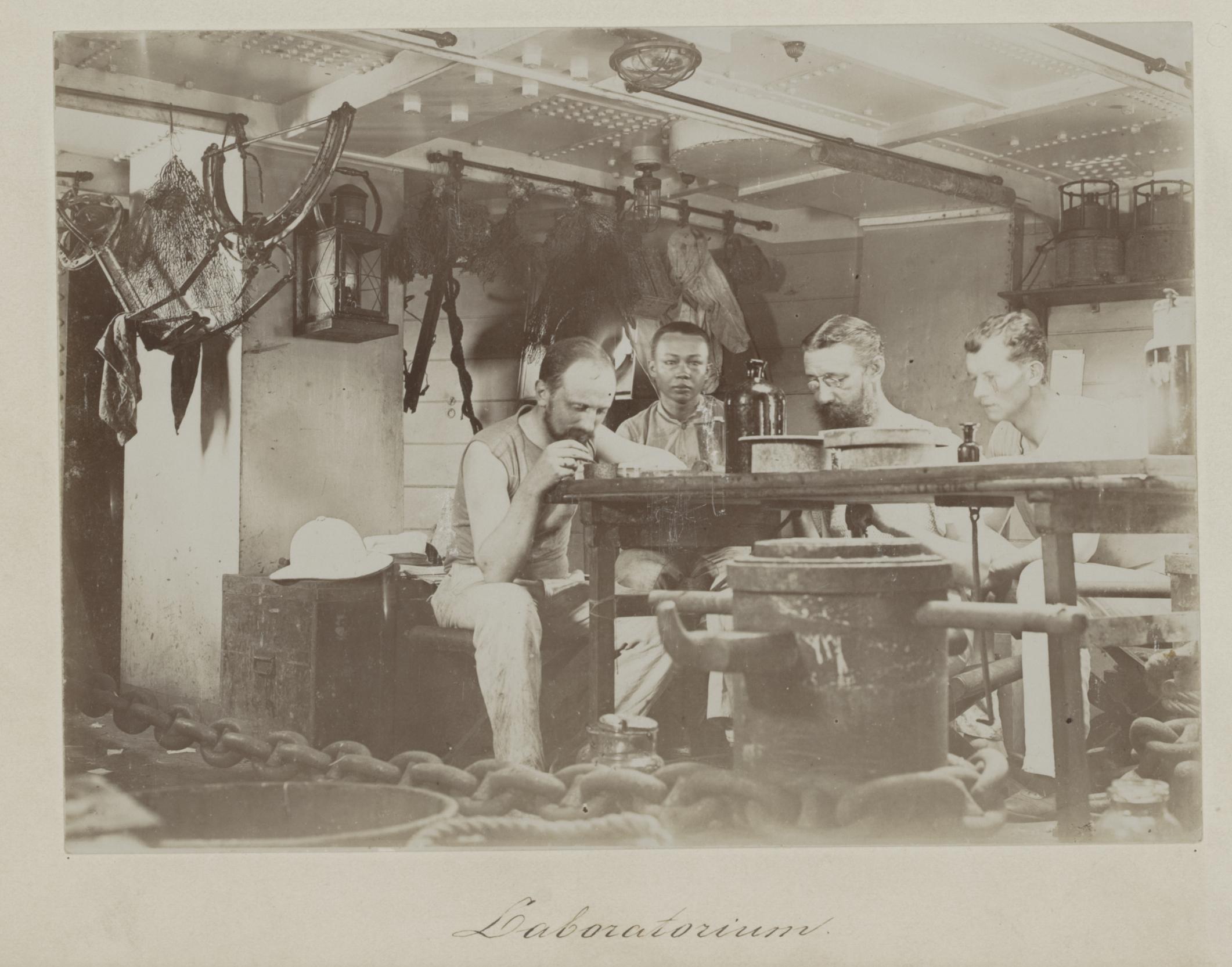
Laboratorium auf der Siboga mit Expeditionsleiter Max Weber (2. v. r.)

Die Siboga-Expedition war eine niederländische wissenschaftliche Expedition von März 1899 bis Februar 1900 zur hydrografischen und zoologischen Erforschung indonesischer Gewässer (damals Niederländisch Ost-Indien). Namensgebend ist das verwendete Schiff Siboga. Organisiert und geleitet wurde die Expedition vom Zoologen Max Wilhelm Carl Weber, dem Direktor des Zoölogischen Museums der Universität Amsterdam (ZMA).

## Das Schiff und die Besatzung

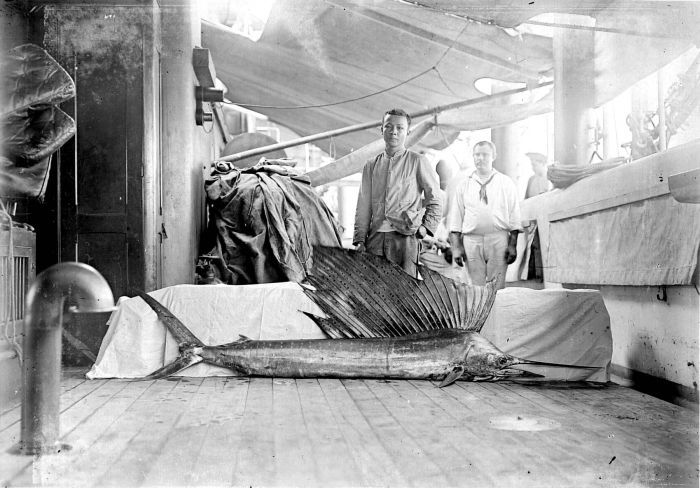
Gefangener Fächerfisch in der Bandasee während der Siboga-Expedition

Die Maatschappij ter Bevordering van het Natuurkundig Onderzoek der Nederlandsche Koloniën plante seit 1896 eine Expedition zur Untersuchung der Meeresfauna, speziell der Tiefseebecken in Niederländisch Ost-Indien. Für die geplante Expedition stellte die niederländische Regierung das Schiff Siboga zur Verfügung. Die Siboga war ein neu gebauter Schraubendampfer bzw. ein Kanonenboot für das koloniale Militär mit etwa 1400 PS, angetrieben von zwei Schiffsschrauben. Der Stapellauf des 50,60 × 9,40 × 4,61 m großen Schiffes mit einer Wasserverdrängung von 810 t fand am 28. April 1898 in Amsterdam statt. Die Entscheidung, das Schiff nicht für militärische Zwecke, sondern für die Expedition zu verwenden, fiel, als das Schiff fast seetüchtig war, im Mai 1898 durch den Generalgouverneur in Batavia, sodass ein Umbau für Forschungszwecke möglich war. Die Kolonialregierung finanzierte die Gehälter der Besatzung und übernahm die laufenden Kosten, beispielsweise für die Kohle.
Auf den Kanonenplattformen wurden zwei Tiefensondierungsmaschinen mit großen, elektrisch und dampfgetriebenen Winden installiert. Insgesamt standen ungefähr 20 km Drahtseil zur Verfügung mit allen damals modernen Gerätschaften für das pelagische Fischen, für die Sammlung von Plankton (Hensen-Netz) und für die Probennahme von Meerwasser aus definierten Tiefen. Max Weber richtete ein Laboratorium mit Chemikalien zur Bestimmung der im Wasser gelösten Sauerstoffkonzentration ein und beschaffte verschiedene (Unterwasser-)Thermometer und Behälter für Wasserproben. Alkohol in Eichenfässern und Formaldehyd dienten der Konservierung der gesammelten Organismen, die in Zinkbehältern und hölzernen Lattenkisten gelagert wurden.
Die Expeditions-Mannschaft bestand aus  insgesamt 63 Personen: 10 niederländischen Marineoffizieren, 6 Wissenschaftlern (inkl. Anna Weber), 45 (meist Javanische) Seeleuten und 2 privaten Bediensteten. Neben dem Leiter der Expedition Max Weber waren weitere Teilnehmer seine Frau, die Algologin Anna Weber-van Bosse, der Zoologe und erste Stellvertreter Jan Versluys, der Zoologe und zweite Stellvertreter Hugo Nierstrasz (1872–1937), der Arzt A. Schmidt, der Zeichner J. W. Huysmans und der Kapitän Gustaaf Frederik Tydeman (1858–1939), der für die hydrografischen Messungen verantwortlich war.

## Die Expedition

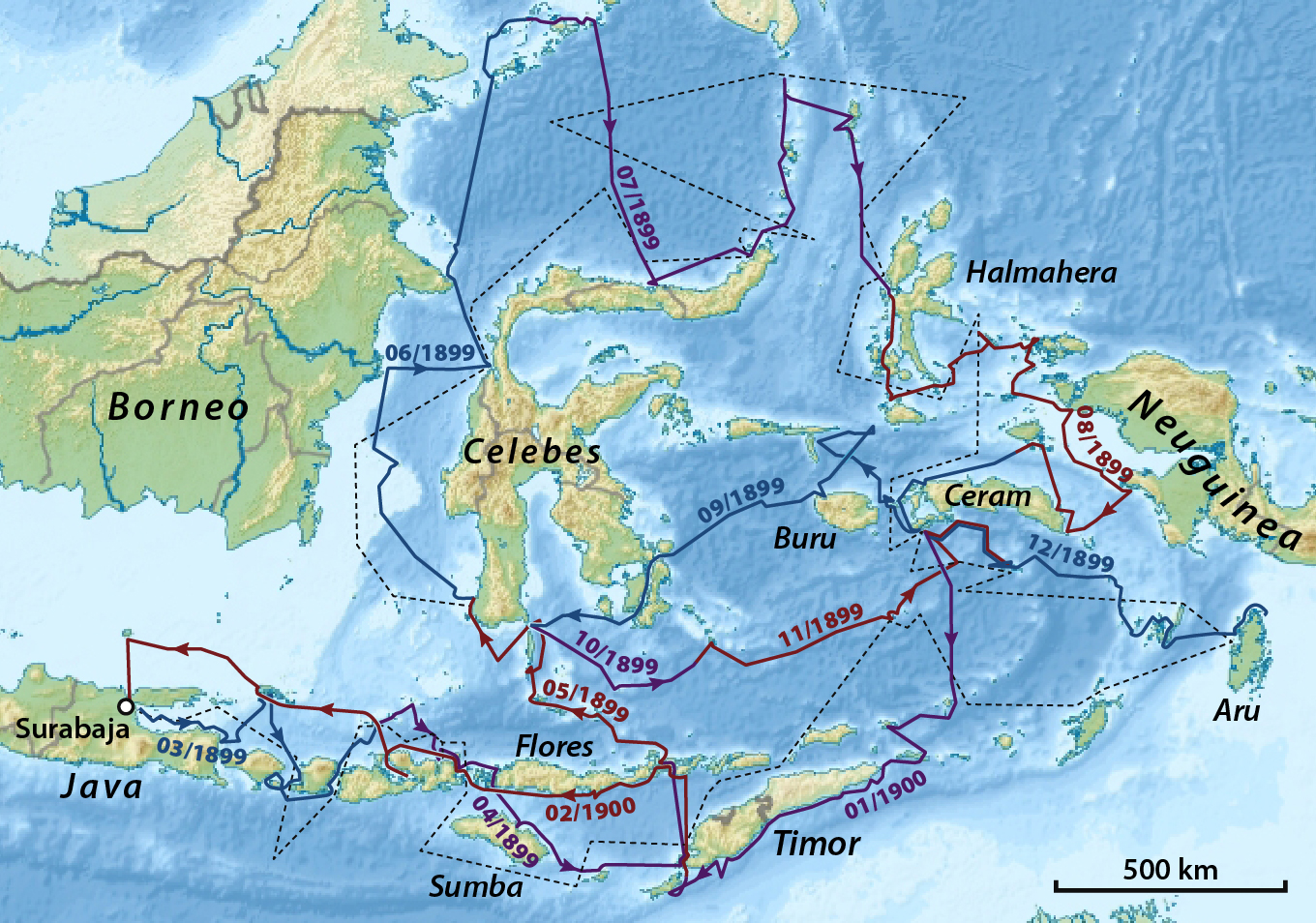
Verlauf der Siboga Expedition.
schwarz = 1898 von Weber geplante Route
farbig = tatsächliche Route 1899–1900

Die Siboga verließ Amsterdam am 16. Dezember 1898 und erreichte Jakarta am 7. Februar 1899. Am 11. Februar fuhr sie nach Surabaja auf der Insel Java, wo letzte Vorbereitungen für die Expedition getroffen wurden. Die wissenschaftliche Siboga-Expedition startete am Morgen des 7. März 1899 von Surabaya und endete am selben Ort am 26. Februar 1900. Während dieses knappen Jahres kreuzte sie in einem Gebiet mit einer Ausdehnung von 1200 Meilen in Nord-Süd-Richtung und 1500 Meilen in Ost-West-Richtung und legte dabei mehr als 12.000 Seemeilen zurück.
Alle 181 Tiefseebagger- und die Zugnetzeinsätze während der Fahrt wurden von Tiefensondierungen begleitet. Außerdem wurde an 103 Positionen gefischt und an 96 Positionen wurden Sedimentproben genommen. Obwohl das Hauptziel der Expedition die Tiefsee des Archipels war, wurden auch Flachwasser, Korallenriffe und Strände untersucht. Es gab auch regelmäßig Exkursionen an Land. Insgesamt sind 323 Probennahmestellen aufgezeichnet. In den Häfen wurde nicht nur Verpflegung und Kohle gebunkert, es wurden auch die bis dahin gesammelten Proben in den verschlossenen Zinkbehältern auf den Versandweg nach Amsterdam gebracht. Max Weber hat die örtlichen Fischmärkte auch genutzt, um unbekannte Arten zu erwerben (z. B. Ruvettus tydemani).

## Ergebnisse

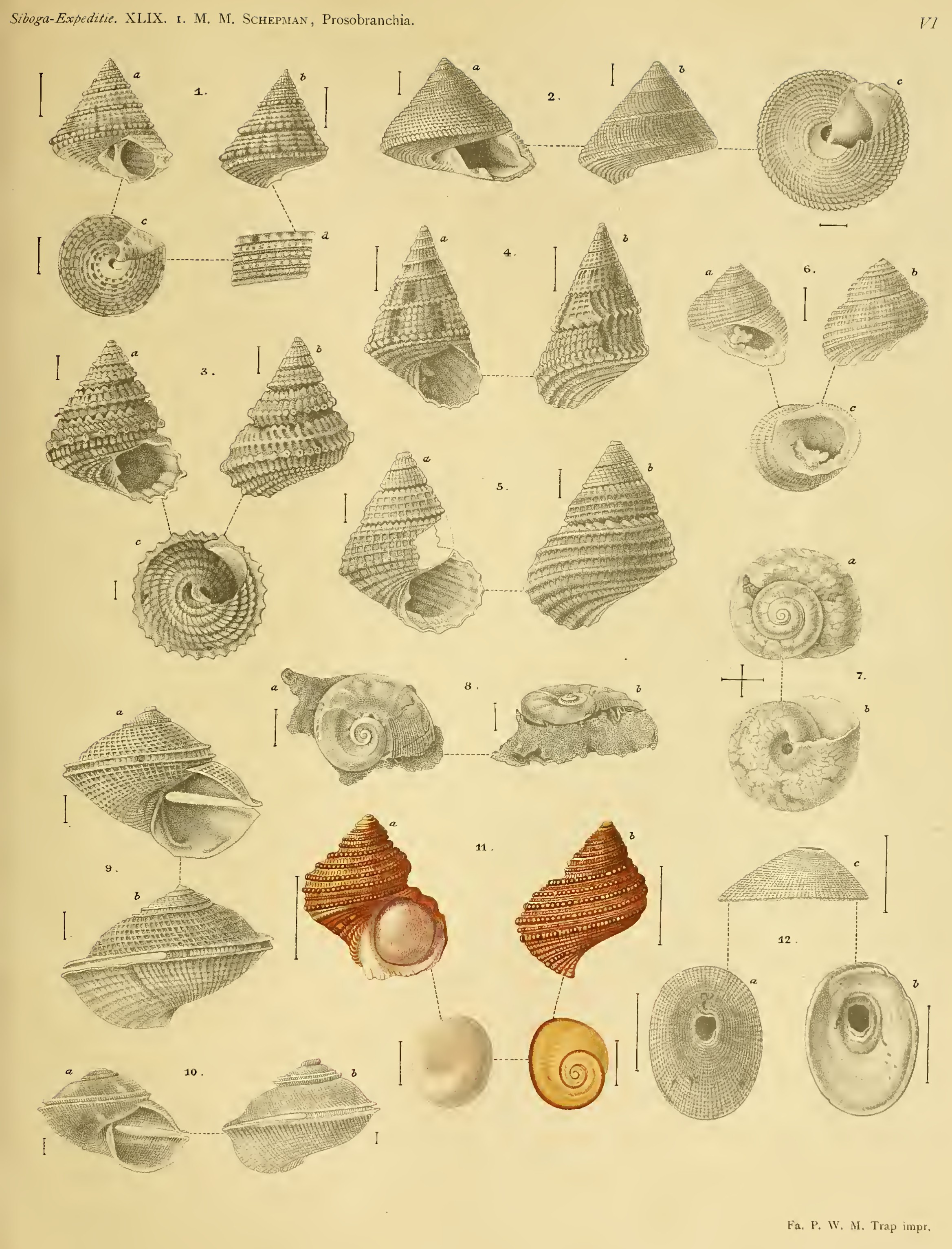
Arten-Tafel aus dem 494 Seiten umfassenden Werk The Prosobranchia of the Siboga Expedition von Mattheus Marinus Schepman

Vier Wissenschaftler hatten auf der Siboga eine große Anzahl an zoologischem, botanischem und geologischem Material gesammelt. Wissenschaftler aus 12 Ländern untersuchten dieses in den nächsten Jahrzehnten. Die meisten Arbeiten behandelten zoologische Aspekte, fünf behandelten Algen, zwei befassten sich mit Geologie und eine (von Tydeman) mit dem topografischen Relief des Archipels. Die Temperatur- und Sauerstoffmessungen wurden nicht ausgewertet. Die Ergebnisse der Siboga-Expedition übertrafen alle Erwartungen: etwa ein Drittel bis die Hälfte aller gesammelten Arten schienen wissenschaftlich neu zu sein. Viele neue Arten wurden entdeckt, allein Max Weber beschrieb 131 Arten wissenschaftlich neu. Bis zu seinem Tode 1937 waren etwa 95 % aller Ergebnisse der Expedition veröffentlicht. Mehr als 60 Bände mit den Detailergebnissen der Expedition sind veröffentlicht worden, die letzte Arbeit 1986.
Der Kapitän und Hydrograf Tydeman zeichnete mindestens 28 Detailkarten mit Ankerplätzen, Meeresstraßen und Inselgruppen. Außerdem fertigte er zwei Seekarten des Indonesischen Archipels mit genauen Tiefenangaben an. Er schrieb 100 hydrografische Notizen, bestimmte die Höhen und Positionen von mehr als 200 Landmarken und führte astronomische Vermessungen von weiteren 34 Orten durch. Obwohl die Gegend bisher nur unzureichend kartiert gewesen war, gab Tydeman nur zwei Örtlichkeiten Namen: der Balisee und der Siboga Ridge.
Die ethnografischen Sammlungen befinden sich heute am Königlichen Tropeninstitut in Amsterdam.

### Weber-Linie

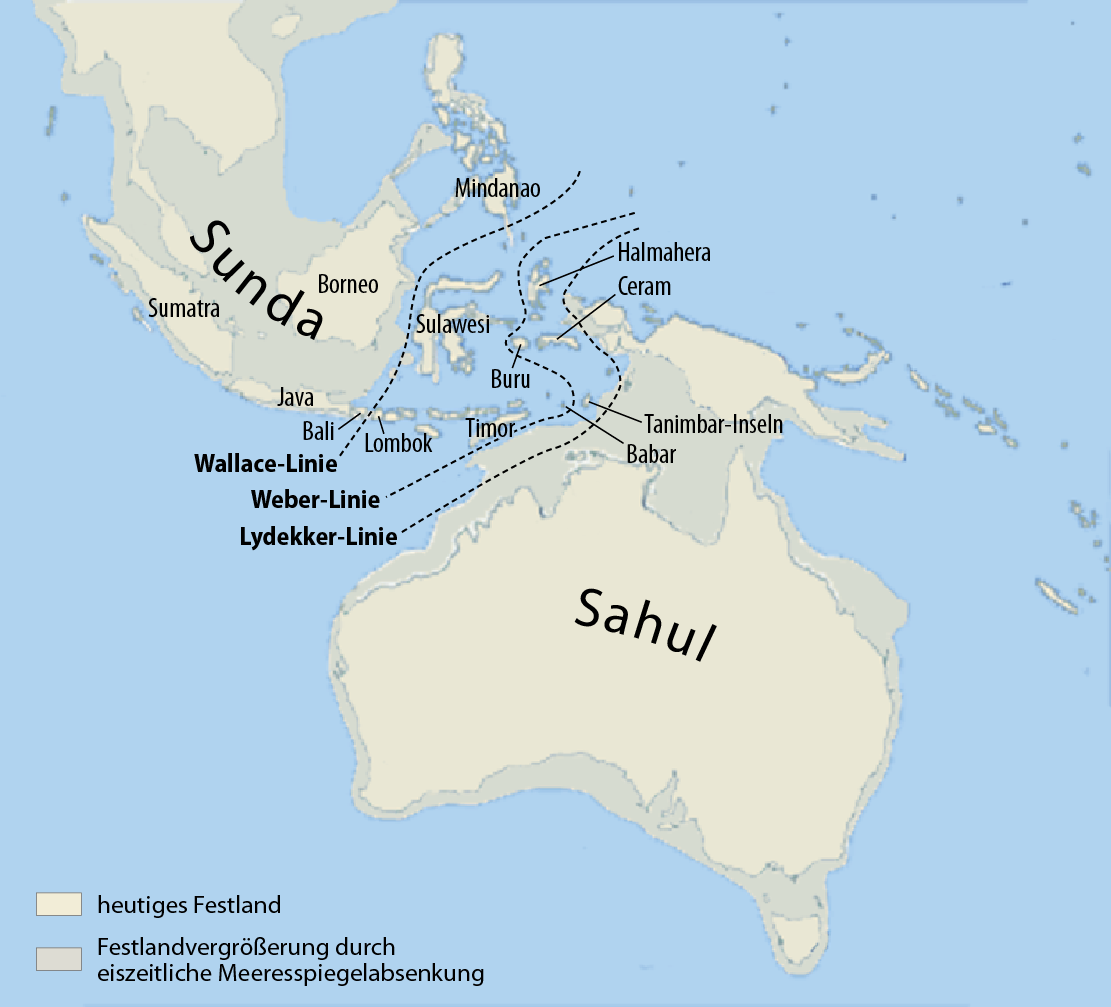
Die Ergebnisse der Siboga-Expedition führten zur Einführung der Weber-Linie und einem besseren Verständnis des Übergangs der Faunenreiche.

Die Ergebnisse der Siboga-Expedition führten zu einem besseren Verständnis der Übergangszone zwischen dem südostasiatischen (Orientalis) und dem australischen (Australis) Faunenreich. Weber zeigte, dass die Wallace-Linie keine scharfe Grenze ist. Er legte innerhalb dieser Übergangszone eine Linie, auf der genauso viele asiatische wie australische Arten vorkommen, die heute als Weber-Linie bezeichnet wird. Die Weber-Linie verläuft entlang der Tanimbarinseln und östlich von Timor.
Schon 1922 bewertete die angesehene Fachzeitschrift Nature die Siboga-Expedition im Vergleich mit der ersten Tiefsee-Expedition, der Challenger-Expedition (1872–1876):

„The stately series of reports on this expedition, which have been appearing under his (Weber’s) editorship since 1902, form a contribution to the science of the sea scarcely surpassed in importance save by those of the Challenger expedition. Dealing with only a restricted area of the ocean, but paying far more attention to the fauna and flora of the shallower waters than the naturalists of the Challenger were able to do, it is not too much to say that the Siboga expedition has given a new aspect to many problems of the distribution of marine animals in tropical seas.“